# Bihari (volk)
De Bihari zijn een Indiaas volk dat oorspronkelijk uit de huidige staat Bihar komt. Ze spreken over het algemeen Bihari hoewel sommigen lokaal ook Hindi of Urdu spreken. Vandaag de dag zijn 103 miljoen Bihari te vinden in heel Noord-India, 888.000 in Bangladesh en meer dan een miljoen mensen met volledige of gedeeltelijke Bihari herkomst in de overige landen zoals Guyana, Mauritius, Trinidad en Tobago, Fiji en Suriname en de Muhajirs in Pakistan.